# The Middles
The Middles – wieś w Anglii, w hrabstwie Durham. Leży 11 km na północny zachód od miasta Durham i 386 km na północ od Londynu.